# Borgo metropolitano di Wigan
Wigan è un borgo metropolitano della Grande Manchester, Inghilterra, Regno Unito, con sede nella località omonima.

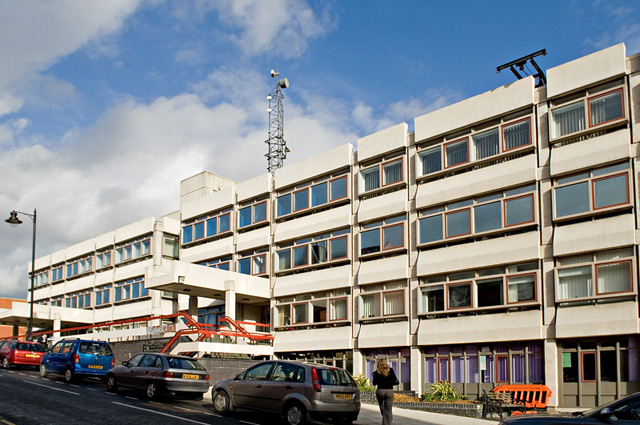
Il centro civico

Il distretto fu creato con il Local Government Act 1972, il 1º aprile 1974 dalla fusione del precedente borgo di contea di Wigan con il borgo municipale di Leigh, con i distretti urbani di Abram, Aspull, Atherton, Hindley, Ince-in-Makerfield, Orrell, Standish-with-Langtree, Tyldesley, parte di quelli di Golborne, Billinge and Winstanley, Ashton-in-Makerfield e parte del distretto rurale di Wigan (le parrocchie civili del distretto).

## Parrocchie civili
Le uniche parrocchie civili del distretto sono:
- Haigh
- Shevington
- Worthington